# Acianthera erebatensis
Acianthera erebatensis là một loài thực vật có hoa trong họ Lan. Loài này được (Carnevali & G.A.Romero) Luer mô tả khoa học đầu tiên năm 2004.